# ベルンハルト2世 (ザクセン＝マイニンゲン公)
ベルンハルト2世・エーリヒ・フロイント・フォン・ザクセン＝マイニンゲン（ドイツ語: Bernhard II. Erich Freund von Sachsen-Meiningen, 1800年12月17日 - 1882年12月3日）は、ザクセン＝マイニンゲン公国の君主（在位：1803年 - 1866年）である。彼は、ザクセン＝マイニンゲン公ゲオルク1世と妃ルイーゼ・エレオノーレ・ツー・ホーエンローエ＝ランゲンブルクの一人息子として誕生した。イギリス国王ウィリアム4世の妃であるアデレード（アデレート・フォン・ザクセン＝マイニンゲン）は彼の長姉にあたる。

## 治世と摂政政治
ベルンハルト2世は、1803年にわずか3歳で父ゲオルク1世の死去に伴い公位を継承した。そのため、母ルイーゼ・エレオノーレが1821年まで摂政として公国を統治した。

## 領土再編と獲得
1826年、ザクセン＝ゴータ＝アルテンブルク公フリードリヒ4世が後継者なくして没したことに伴い、テューリンゲン諸公国の領土再編が行われた。この再編により、ベルンハルト2世はヒルトブルクハウゼンとザールフェルトを獲得し、ザクセン＝マイニンゲン公国の領土は拡大した。この領土再編は、ザクセン公国群の勢力均衡に大きな影響を与えた出来事であった。

## 普墺戦争と退位
1866年の普墺戦争において、ベルンハルト2世はオーストリア帝国側に与した。しかし、オーストリア側が敗北したため、その責任を負い、1866年9月20日に一人息子であるゲオルク2世に譲位した。その後、彼は公務から引退し、長く隠遁生活を送った。

## 結婚と子女
1825年3月23日、ベルンハルト2世はヘッセン選帝侯ヴィルヘルム2世の娘であるマリー・フォン・ヘッセン＝カッセル（1804年 - 1888年）と結婚した。夫妻の間には1男1女が生まれた。
- ゲオルク2世（1826年 - 1914年） - ザクセン＝マイニンゲン公。
- アウグステ（1843年 - 1919年） - 1867年にザクセン＝アルテンブルク公子モーリッツと結婚。